# Доњи Богићевци
Доњи Богићевци су насељено мјесто у Западној Славонији. Припадају општини Драгалић, у Бродско-посавској жупанији, Република Хрватска.

## Географија
Доњи Богићевци се налазе 2 км југозападно од Драгалића.

## Историја
Доњи Богићевци су се од распада Југославије до маја 1995. године налазили у Републици Српској Крајини. До територијалне реорганизације у Хрватској насеље се налазило у саставу бивше општине Нова Градишка.

## Становништво
Према попису становништва из 2011. године, насеље Доњи Богићевци је имало 84 становника.
| Националност       | 2001. | 1991. | 1981. | 1971. | 1961. |
| Срби               | 32    | 238   | 287   | 359   | 350   |
| Хрвати             | 38    | 26    | 36    | 79    | 93    |
| Југословени        | —     | 16    | 41    | 4     |       |
| остали и непознато | 6     | 47    | 6     | 4     | 4     |
| Укупно             | 76    | 327   | 370   | 446   | 447   |

| Демографија | Демографија | Демографија |
| Година      | Становника  | Становника  |
| ----------- | ----------- | ----------- |
| 1961.       | 447         |             |
| 1971.       | 446         |             |
| 1981.       | 370         |             |
| 1991.       | 327         |             |
| 2001.       | 76          |             |
| 2011.       |             | 84          |

## Попис 1991.
На попису становништва 1991. године, насељено место Доњи Богићевци је имало 327 становника, следећег националног састава:
| Попис 1991.‍  | Попис 1991.‍  | Попис 1991.‍ | Попис 1991.‍ | Попис 1991.‍ |
| ------------ | ------------ | ----------- | ----------- | ----------- |
|              |              |             |             |             |
| Срби         | Срби         |             | 238         | 72,78%      |
| Хрвати       | Хрвати       |             | 26          | 7,95%       |
| Југословени  | Југословени  |             | 16          | 4,89%       |
| неопредељени | неопредељени |             | 25          | 7,64%       |
| непознато    | непознато    |             | 22          | 6,72%       |
| укупно: 327  |              |             |             |             |

## Познати становници
- Петар Буњевац